# Suwallia talalajensis
Suwallia talalajensis is een steenvlieg uit de familie groene steenvliegen (Chloroperlidae). De wetenschappelijke naam van de soort is voor het eerst geldig gepubliceerd in 1976 door Zhiltzova.